# Tschudej
Tschudej (ukrainisch Чудей; russisch Чудей Tschudei, rumänisch Ciudei, deutsch (bis 1918) Czudyn) ist ein Dorf im Süden der ukrainischen Oblast Tscherniwzi mit etwa 5200 Einwohnern (2004).

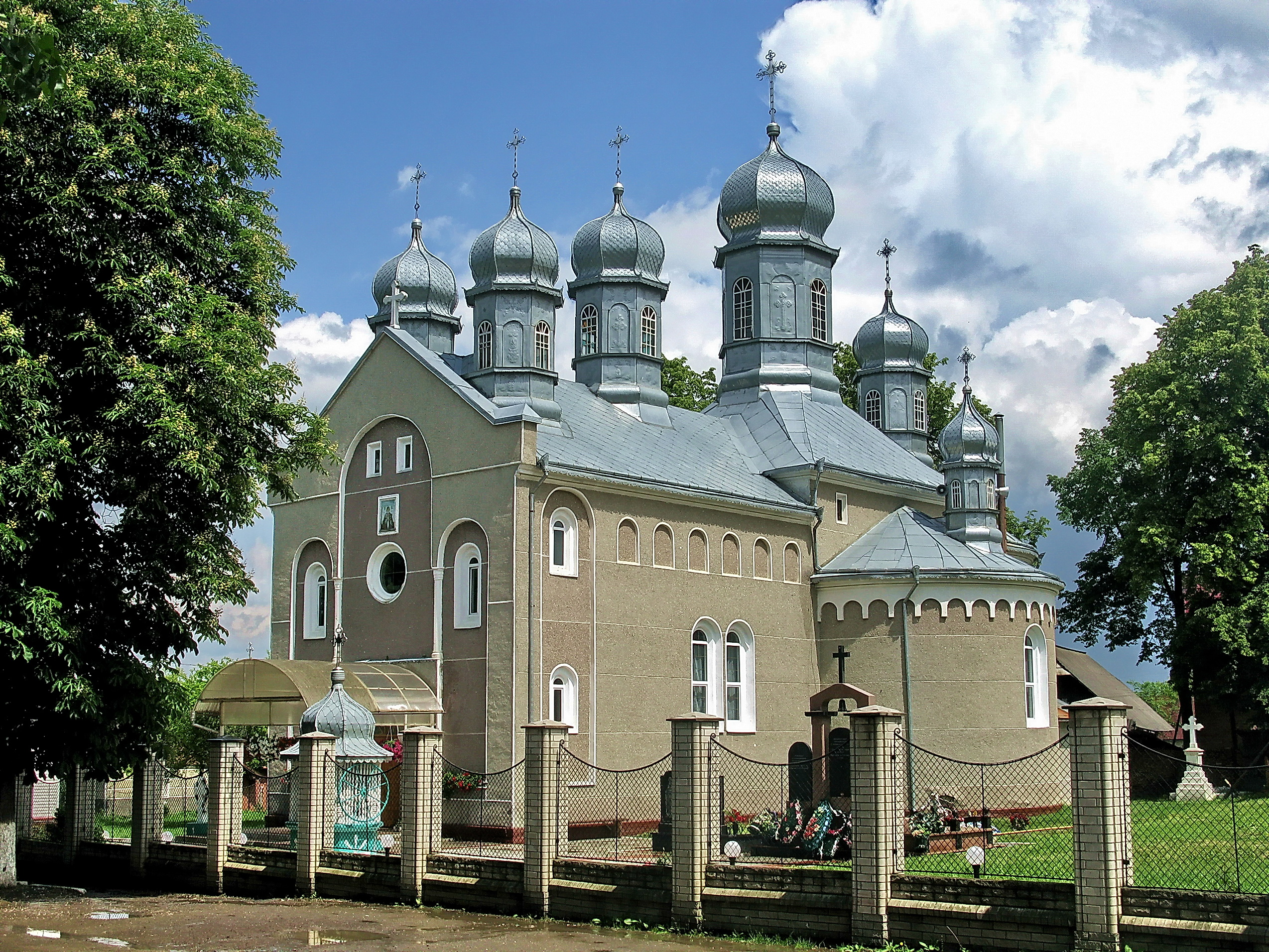
Kirche im Ort

Das seit 1707 bekannte Dorf liegt im Rajon Tscherniwzi 17 km südwestlich vom ehemaligen Rajonzentrum Storoschynez und 40 km südwestlich der Oblasthauptstadt Czernowitz. Tschudej war die Endstation einer Stichstrecke der Schmalspurbahn. Durch die Ortschaft verläuft die Territorialstraße T–26–08.
Zwischen 7. September 1946 und dem 6. April 1995 trug der Ort den Namen Meschyritschtschja (Межиріччя).
Am 26. Juli 2016 wurde das Dorf zum Zentrum der neu gegründeten Landgemeinde Tschudej (Чудейська сільська громада/Tschudejska silska hromada). Zu dieser zählten auch die 2 in der untenstehenden Tabelle aufgelistetenen Dörfer Jischiwzi und Nowa Krasnoschora; bis dahin bildete es zusammen mit dem Dorf Nowa Krasnoschora (Нова Красношора) die Landratsgemeinde Tschudej (Чудейська сільська рада/Tschudejska silska rada) im Süden des Rajons Storoschynez.
Am 12. Juni 2020 kamen noch die Dörfer Budenez und Tscheresch zur Landgemeinde hinzu.
Seit dem 17. Juli 2020 ist der Ort ein Teil des Rajons Tscherniwzi.
Folgende Orte sind neben dem Hauptort Tschudej Teil der Gemeinde:
| Name                     | Name            | Name                                   | Name             | Name     |
| ukrainisch transkribiert | ukrainisch      | russisch                               | rumänisch        | deutsch  |
| ------------------------ | --------------- | -------------------------------------- | ---------------- | -------- |
| Budenez                  | Буденець        | Буденец                                | Budineţ          | Budenitz |
| Jischiwzi                | Їжівці          | Иживцы (Ischiwzy)                      | Igeşti           | Idzestie |
| Nowa Krasnoschora        | Нова Красношора | Новая Красношора (Nowaja Krasnoschora) | Crăsnişoara Nouă | Neuhütte |
| Tscheresch               | Череш           | Череш                                  | Cireş            | Czeresz  |